# Diocletians palads
Diocletian's Palads (kroatisk: Dioklecijanova palača, er et gammelt palads bygget til den romerske kejser Diocletian i slutningen af det tredje århundrede e.Kr., som i dag udgør omkring halvdelen af den gamle bydel i Split i Kroatien. Selvom det omtales som et "palads", fordi det skulle bruges som Diocletians pensionistbolig, kan udtrykket være misvisende, da strukturen er massiv og mere ligner en stor fæstning: Cirka halvdelen af det var til Diocletians personlige brug, og resten husede den militære garnison.
Komplekset blev bygget på en halvø 6 km sydvest fra Salona, den tidligere hovedstad i Dalmatien, en af de største byer i det sene imperium med 60.000 mennesker og Diocletians fødested. Terrænet omkring Salona skråner blidt mod havet og er typisk karst, bestående af lave kalkstensrygge, der løber fra øst til vest med mergel i kløfterne imellem dem. I dag er resterne af paladset en del af Splits historiske kerne, som i 1979 blev opført af UNESCO som et verdensarvssted.

## Historie
Diocletian havde beordret opførelsen af det stærkt befæstede område nær hans hjemby Spalatum som forberedelse til hans pensionering den 1. maj 305 e.Kr. Det valgte sted var nær Salona, Dalmatiens provinsadministrative centrum, på den sydlige side af en kort halvø. Baseret på romerske kortdata (kendt gennem den middelalderlige pergamentkopi af Tabula Peutingeriana) var der allerede en Spalatum-bebyggelse i den bugt, hvis rester og størrelse endnu ikke er fastslået.
Tidspunktet for starten af opførelsen af Diocletians palads er ikke præcis blevet fastslået. Det antages at være begyndt omkring 295, efter indførelsen af Tetrarkiet (firerreglen). Da Diocletian abdicerede ti år efter  i 305, synes paladset stadig at have været ufærdigt, og der er indikationer på, at nogle arbejder fandt sted, mens kejseren opholdt sig på paladset. Det er ukendt under hvis arkitektoniske ideer paladset blev bygget, og hvem dets bygherrer var. Komplekset blev opført som et romerske fort fra det 3. århundrede, hvoraf eksempler kan ses ved grænseforterne, såsom brohovedfortet Castrum Divitia over Rhinen fra Köln.
Ved Carnuntum tryglede folk Diocletian om at vende tilbage til tronen for at løse de konflikter, der var opstået ved Konstantins magtovertagelse og Maxentius' overtagelse. Diocletian svarede berømt:
| Citat | If you could show the cabbage that I planted with my own hands to your emperor, he definitely wouldn't dare suggest that I replace the peace and happiness of this place with the storms of a never-satisfied greed. | Citat |
|       | |       |

Dette var en henvisning til, at kejseren trak sig tilbage til sit palads for at dyrke kål.
Diocletian levede videre i fire år mere og tilbragte sine dage i sine paladshaver. Han så sit tetrarkiske system fejle, ødelagt af hans efterfølgeres selviskhed. Han hørte om Maximians tredje krav på tronen, hans tvungne selvmord og hans damnatio memoriae. I hans palads blev statuer og portrætter af hans tidligere følgesvend kejser revet ned og ødelagt. I dyb fortvivlelse og sygdom kan Diocletian have begået selvmord. Han døde den 3. december 312.
Slottets  forblev efter  Diocletians død en kejserlig besiddelse under det romerske hof, der gav husly til de fordrevne medlemmer af kejserens familie. I 480 blev kejser Julius Nepos myrdet af en af sine egne soldater, efter sigende stukket ihjel i sin villa nær Salona. Da Diocletians palads var i området, kunne det have været den samme bygning.
Slottets anden periode af betydning kom, da Salona stort set blev ødelagt under invasionerne af avarerne og slaverne i det 7. århundrede, selvom det nøjagtige år for ødelæggelsen stadig er en åben debat mellem arkæologer. En del af den fordrevne befolkning, nu flygtninge, fandt ly indenfor paladsets stærke mure og med dem begyndte et nyt, organiseret byliv. Siden da har paladset været konstant besat, og beboerne har bygget deres hjem og forretninger i paladsets kælder og direkte i dets vægge.
I perioden mellem 1100- og 1300-tallet, skete der en større arkitektonisk udvikling, da mange middelalderhuse overtog ikke kun romerske bygninger, men også en stor del af gadernes og havnens frirum. Også afsluttet i denne periode var opførelsen af det romanske klokketårn i katedralen Sankt Domnius, som overtog den bygning, der oprindeligt blev opført som Jupiters tempel og derefter brugt som Diocletians mausoleum.
Efter middelalderen var paladset stort set ukendt i resten af Europa, indtil den skotske arkitekt Robert Adam fik undersøgt ruinerne. Derefter udgav Adam med hjælp fra den franske kunstner og antikvar Charles-Louis Clérisseau og flere tegnere Ruins of the Palace of Emperor Diocletian i Spalatro i Dalmatien (London, 1764).
Diocletians palads var en inspiration for Adams nye stil inden for nyklassicistisk arkitektur  og offentliggørelsen af målfaste tegninger bragte det ind i designvokabularet for europæisk arkitektur for første gang. Et par årtier senere, i 1782, skabte den franske maler Louis-François Cassas tegninger af paladset, udgivet af Joseph Lavallée i 1802 i krønikerne om hans rejser.
I dag er paladset velbevaret med alle de vigtigste historiske bygninger i centrum af byen Split, den næststørste by i det moderne Kroatien. Diocletians palads overskrider langt den lokale betydning på grund af dets bevaringsgrad. Paladset er et af de mest berømte og komplette arkitektoniske og kulturelle træk ved den kroatiske Adriaterhavskyst. Som verdens mest komplette rester af et romersk palads, har det en enestående plads i Middelhavet, Europa og verdensarven.

## Kulturarv
I november 1979 vedtog UNESCO, i tråd med den internationale konvention om kultur- og naturarv, et forslag om, at den historiske by Split bygget omkring paladset skulle optages i registret over verdenskulturarv.
I november 2006 besluttede byrådet at tillade mere end tyve nye bygninger i paladset (inklusive et indkøbs- og garagekompleks), selvom paladset var blevet erklæret som verdensarvssted . Det siges, at denne beslutning var politisk motiveret og i høj grad skyldtes lobbyvirksomhed fra lokale ejendomsudviklere. Da offentligheden i 2007 blev opmærksom på projektet, kæmpede de imod  beslutningen og vandt. Der blev ikke bygget nye bygninger, indkøbscentre eller underjordiske garager.
World Monuments Fund har arbejdet på et bevaringsprojekt på paladset, herunder undersøgelse af den strukturelle integritet og rengøring og restaurering af sten og gipsværker.
Paladset var afbildet på bagsiden af den kroatiske 500 kuna-seddel, udstedt i 1993.  

## Galleri
- Udendørsområderne i komplekset
- Diocletian's palads.
- Peristyle i  paladset.
- Diocletian's palads.
- Hus i paladset.
- Palmer i Diocletian's palads.
- Fæstningsrester.

- Udsigt mod syd.
- Luftfoto (2012).
- Nordmuren
- Den gyldne port i nordmuren

- Den gyldne port
- Porta Aurea (detalje) in 2013.
- Grundplan af Den gyldne port.
- Den gyldne port.
- Den gyldne port ca. 1910, foto af E. Hébrard og J. Zeiller, Spalato, le Palais de Dioclétien, Paris, 1912.

## Yderligere læsning
- Weitzmann, Kurt, red. , Age of spirituality: sen antik og tidlig kristen kunst, tredje til syvende århundrede, nr. 104, 1979, Metropolitan Museum of Art, New York,ISBN 9780870991790 ; fuld tekst tilgængelig online fra The Metropolitan Museum of Art Libraries

- Forskning og rekonstruktion af Diocletians palads Peristyle i Split 1956-1961
- Robert Adams ruiner af kejser Diocletians palads ved Spalatro i Dalmatien
- Virtuel rundvisning i Diocletians palads (kroatiske vartegn)